# Keith Murdoch
Keith Arthur Murdoch (Melbourne, Colonia de Victoria, Imperio británico; 12 de agosto de 1885 - Langwarrin, Frankston, Estado de Victoria, Mancomunidad de Australia; 4 de octubre de 1952) fue un periodista y empresario australiano que se convirtió en miembro corporativo y presidente de las mayores corporaciones de prensa después de la Primera Guerra Mundial.

## Biografía
Keith Arthur Murdoch, nacido en Melbourne, fue hijo de Annie Brown, hija de un ministro presbiteriano, y del reverendo Patrick John Murdoch, hijo de un ministro de la Iglesia libre de Escocia, casados en 1882, quienes migraron con su familia de Cruden Bay (Condado de Aberdeen, Escocia, Reino Unido de Gran Bretaña e Irlanda) a la Colonia de Victoria (Australia) en 1884. Nació en 12 de agosto de 1885, y se mudó con su familia a la localidad de Camberwell en 1887. Sus primeros estudios los recibió con su abuelo paterno sir Walter Logie Forbes Murdoch, y luego, entre 1901 y 1903, en la Escuela de Gramática de Camberwell, de donde egresó con un título de dux, a pesar de su timidez extrema y tartamudeo. Enseñó sobre la biblia en la escuela dominical de la iglesia de su padre y también dio clases de golf. Posteriormente decidió dedicarse al periodismo en lugar de ir a la universidad, que era el deseo de su familia.
En 1927 conoce a una fotógrafa debutante, Elisabeth Joy Greene, en la Table Talk Magazine, con quien inicia una amistad que los lleva al matrimonio en junio de 1928, y a una luna de miel en su granja Cruden Farm en Langwarrin. Con ella tiene cuatro hijos: Helen Murdoch (casada con Geoff Handbury), Keith Rupert Murdock, Anne Murdock (casada con Milan Kantor) y Janet Murdock (casada con John Calvert-Jones).

## Carrera
Consiguió su primer trabajo como periodista en 1904, con ayuda de su amigo David Syme, en un empleo de medio tiempo como corresponsal del The Age 
en Malvern. En cuatro años consiguió aumentar la circulación 50 % y entrenó mejor a los periodistas. Ahorró para ir a Londres, donde llegó en 1908, y realizó terapia de pronunciación por su tartamudeo y estudió medio tiempo en la London School of Economics. Busca trabajo con recomendaciones de su familia e incluso el primer ministro de Australia Alfred Deakin, aunque debió regresar a casa sin lograr éxito en el Pall Mall Gazette. Allí consiguió un trabajo de reportero parlamentario para el The Age, por influencia de un amigo de un amigo de su padre, el primer ministro australiano Andrew Fisher. Fue un miembro fundador de la Australian Journalists Association (AJA) en 1910.
En 1912, con ayuda de Charles Bean, consigue un puesto como corresponsal político en el gobierno australiano para el Sydney Sun. Luego en julio de 1914, con el estallido de la Primera Guerra Mundial, fue enviando a Londres como redactor jefe por el United Cable Service (Sydney Sun y el Melbourne Herald). En 1915 acompaña al primer ministro australiano Andrew Fisher en su reunión con su homólogo William Massey de Nueva Zelanda, para los preparativos de la batalla de Galípoli en el Imperio otomano, a donde Keith es enviado como corresponsal. Allí sir Ian Hamilton le indica las reglas de filtrado de información. Ya en la campaña envía una carta al primer ministro australiano Herbert Henry Asquith, informando sobre la censura de las notas referentes a los horrores de la guerra.